# Apendicolito
Se llama apendicolito a un tipo de fecalito que en ocasiones se encuentra en el interior de un apéndice inflamado. Está compuesto por materias fecales, bacterias, restos celulares y mucosidades. Es un factor importante de riesgo de perforación del apéndice y de peritonitis generalizada.